# Untermarkt 23 (Görlitz)

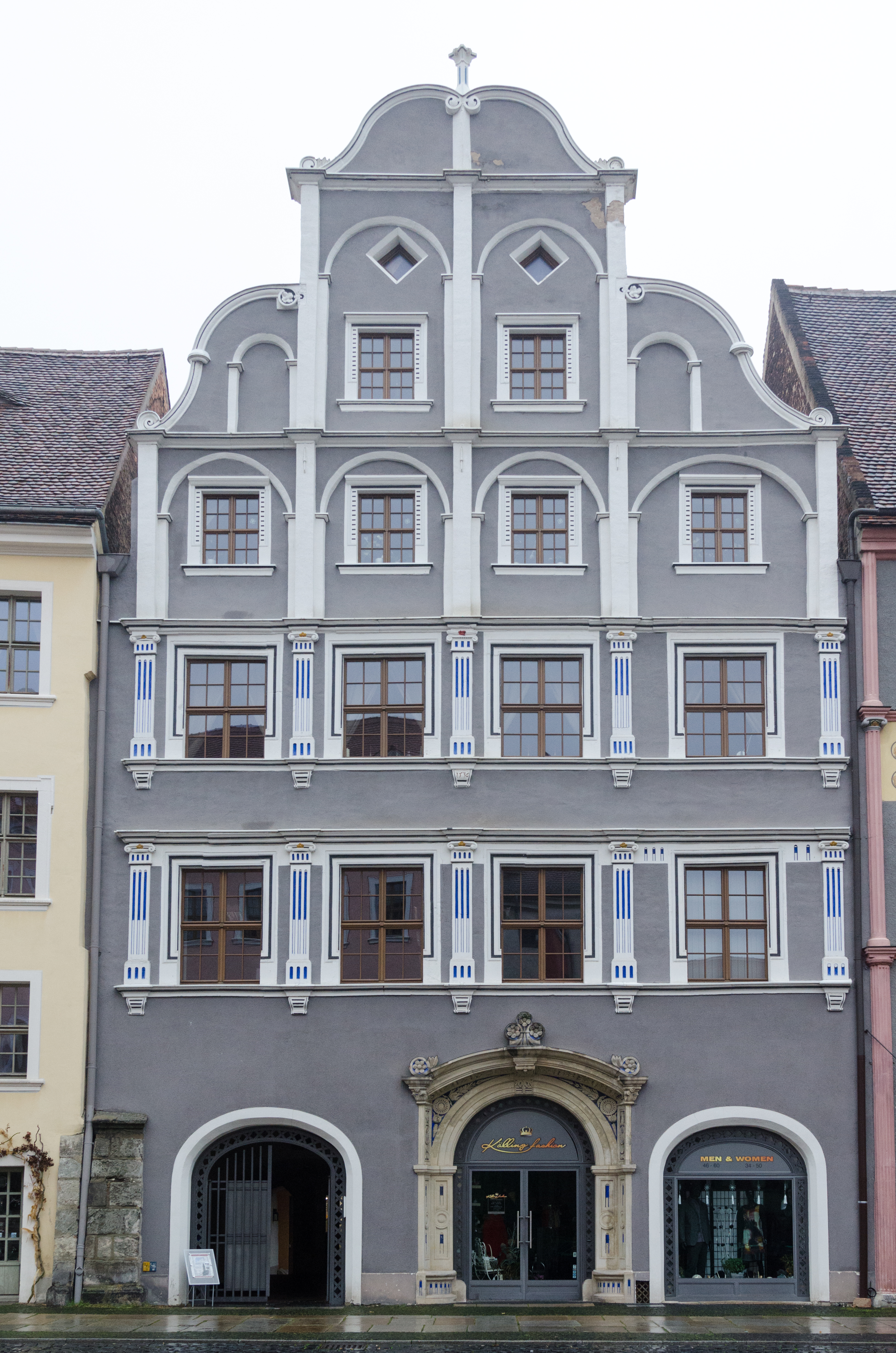
Untermarkt 23

Das Bürgerhaus Untermarkt 23 ist ein geschütztes Kulturdenkmal, das sich an der Nordseite des Untermarktes befindet. Es ist ein 1536 errichteter Frührenaissancebau mit Volutengiebel.

## Geschichte
Die erkennbare Anlehnung der Fassade an die des Schönhofs lässt vermuten, dass das Gebäude ebenfalls von Wendel Roskopf errichtet wurde. Im 18. Jahrhundert wurde der Einbau eines Bäckereiladens vorgenommen. Das Kulturdenkmal wurde nach 1945 verändert. Eine umfangreiche Sanierung fand im Jahr 2000 statt, dabei wurden spätere Einbauten (Zwischenwände und -decken) beseitigt und das Portal endgültig freigelegt und ergänzt.

## Beschreibung

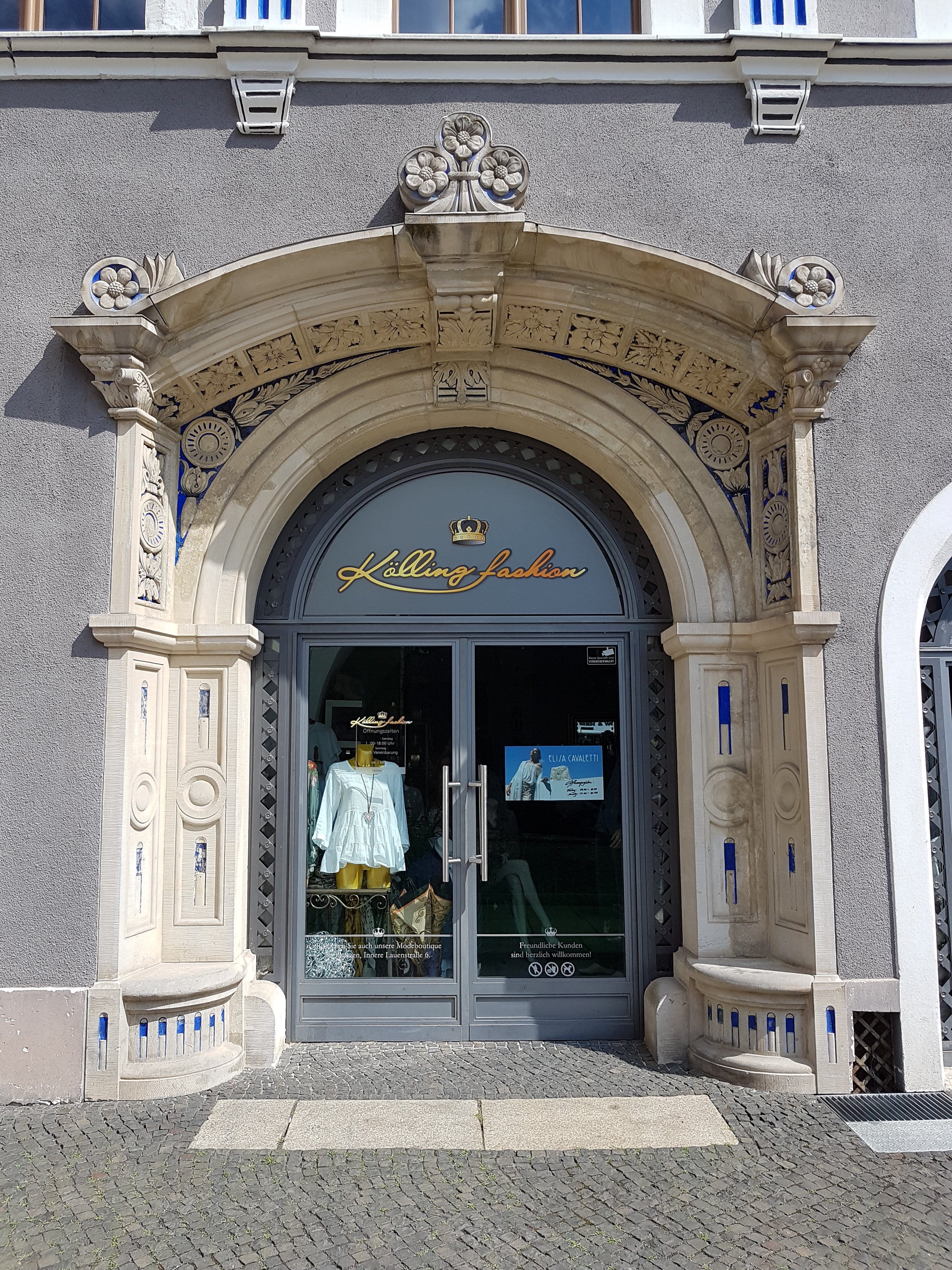
Portal

Das Gebäude von baugeschichtlicher und platzbildprägender Bedeutung besitzt zwei Obergeschosse (die nach dem Vorbild des Schönhofs gestaltet wurden) und zwei Dachgeschosse. An den Konsolen des 1. Obergeschosses ist die Jahreszahl 1536 angebracht. Die Fassade ist reich mit Pilastern, Gesimsen und Fensterrahmungen verziert. Sie zeigt noch den ursprünglichen Staffelgiebel, der eine stärkere Vertikaltendenz des Bauwerks betont. Diese Tendenz ist für die bürgerlichen Bauwerke dieser Zeit in Görlitz typisch, jedoch in den meisten Fällen nicht bis heute erhalten. Im Innern ist eine neuerrichtete moderne Treppenanlage eingebaut, die – nach historischem Vorbild angelegt – alle von der Halle abzweigenden Wohnungszugänge miteinander verbindet.